# Битва при Освего
Би́тва при Осве́го (англ. Battle of Fort Oswego) — одно из сражений войны с французами и индейцами, произошедшее с 10 по 14 августа 1756 года. В ходе боя силы регулярных войск и канадской милиции под командованием генерала Луи Жозефа де Монкальма захватили и заняли британские укрепления форта, расположенные на территории штата Нью-Йорк.
Падение форта Освего фактически прервало британское присутствие на озере Онтарио и устранило его как угрозу для близлежащего контролируемого французами форта Фронтенак. Битва была примечательна тем, что продемонстрировала, что традиционная европейская тактика осады была жизнеспособна в Северной Америке, если применялась должным образом в правильных обстоятельствах и на правильной местности.